# Horst Räcke
Horst Räcke (* 8. Dezember 1934; † 22. Juni 2007) war ein deutscher christlicher Maler, Grafiker und Buch-Illustrator.

## Leben und Wirken
Räcke absolvierte von 1949 bis 1951 in Leipzig eine Lehre als Lithograf, Offset- und Lichtdruckretuscheur. In seiner Freizeit betätigte er sich autodidaktisch als Zeichner und Maler. Von 1950 bis 1960 nahm er privaten Unterricht in Grafik und Malerei bei Herbert Hauschild. Er arbeitete dann in Leipzig freischaffend als Grafiker und Grafikdesigner und wurde 1955 in den Verband Bildender Künstler der DDR aufgenommen, dem er bis 1990 angehörte.
Räcke war einer der bekanntesten christlichen bildenden Künstler der DDR. Schon vor der deutschen Wiedervereinigung unternahm er Studienreisen in die Bundesrepublik (1954), nach Frankreich, in die Schweiz und nach Spanien (1956). 1960/1961 fuhr er auf einem Schiff der DDR-Hochseefischerei im nördlichen Eismeer und an der Küste Kanadas mit.
Ab 1990 war Räcke Mitglied des Bunds Bildender Künstler Leipzig und des Bunds Deutscher Grafikdesigner. Er schuf insbesondere Bilder für kirchliche Auftraggeber bzw. -Käufer und Buchillustrationen für evangelische Verlage. Eines seiner wichtigsten Werke sind Bilder zur Bibel, die ab 1969 von der Evangelischen Haupt-Bibelgesellschaft zu Berlin in dem Buch Gehört und gesehen. Hundert Bilder zur Bibel publiziert wurden.
Räcke hatte allein von 1955 bis 1992 etwa 30 Ausstellungen, vor allem in Kirchgemeinden und 1978 und 1989 zu den Kirchentagen, war aber u. a. auch 1962/1963 auf der Fünften Deutsche Kunstausstellung in Dresden und 1985 auf der Bezirkskunstausstellung Leipzig vertreten.